# Кеті Кілер
Кеті Кілер (англ. Kathy Keeler, 3 листопада 1956) — американська академічна веслувальниця.
Олімпійська чемпіонка 1984 року в складі вісімки.